# Матэ, Габор
Габор Матэ (англ. Gabor Maté; род. 6 января 1944, Будапешт) — канадский терапевт и писатель.

## Научная деятельность
Занимался семейной практикой и особый интерес для него представляло развитие детей, травма и её возможные последствия для физического и психологического здоровья в течение всей жизни, включая аутоиммунные заболевания, рак, СДВГ, зависимости и широкий спектр других проблем.
Подход Матэ к зависимостям фокусируется на травме, которую испытали его пациенты, он стремится излечить их, воздействуя на неё. В своей книге In the Realm of Hungry Ghosts: Close Encounters with Addiction, Матэ рассматривает виды травмы, которые испытывали люди, имеющие зависимости от разных веществ, а также как это влияет на их решения в дальнейшей жизни. В 2009 году книга получила награду Hubert Evans Prize for Literary Non-Fiction, к 2018 году было выпущено 10 издание и более 250 000 экземпляторов.
Он написал пять книг, исследуя темы СДВГ, стресса, психологии развития и зависимостей. Он регулярно ведёт колонки в Vancouver Sun и The Globe and Mail.
Несмотря на свою связь с СДВГ, он на самом деле не считает СДВГ патологией, а скорее механизмом преодоления.
Фильм 2021 года «Мудрость, сокрытая в травме» (Wisdom of Trauma) подытоживает исследования Матэ в области последствий психологических травм и излечения от них.

## Награды
- 2009: Hubert Evans Prize for Literary Non-Fiction за книгу В царстве голодных призраков : лицом к лицу с зависимостями[9]
- 2011: награда за гражданские заслуги от администрации города Ванкувер «за его выдающуюся работу по лечению зависимостей и его вклад в понимание психического здоровья у молодёжи и его связи с зависимостями, стрессом и развитием в детстве»[10]
- 2018: Орден Канады[11]
- 2023: Vine Awards for Canadian Jewish Literature за книгу Миф о нормальности, написанную совместно с сыном Дэниелом.[12]